# Federación de Costa de Marfil de baloncesto
La FIBB (por sus siglas en francés Fédération Ivoirienne de Basket-Ball) es el organismo que rige las competiciones de clubes y la Selección nacional de Costa de Marfil. Pertenece a la asociación continental FIBA África.